# Ян Юзеф Ліпський
Ян Юзеф Ліпський (пол. Jan Józef Lipski, 25 травня 1926, Варшава — 10 вересня 1991, Краків) — польський публіцист, критик, історик літератури. Опозиційний діяч часів Польської Народної Республіки. Кавалер Ордену Білого Орла.

## Біографія
Народився у Варшаві. Навчався у Гімназії імені Станіслава Сташица. Під час Другої світової війни продовжував навчання на таємних заняттях. Його родина переховувала євреїв від німців. Сестра Ліпського за це було удостоєна медалі Праведника народів світу. З 1943 року входив до одного з підрозділів Армії Крайової. Брав участь у Варшавському повстанні.
1946 року розпочав навчання на Факультеті полоністики Варшавського університету. 1953 року отримав ступінь магістра.
У 1956–1957 роках був членом редакції тижневика «Po prostu». З 1960 до 1961 — членом редакції журналу «Gromada-Rolnik Polski». З червня 1961 — працівник Інституту літературних досліджень. Паралельно займався громадською роботою, зокрема організацією підтримки для арештованих опозиціонерів.
1964 року організував так званий Лист 34. Інтелектуали звернулися до тогочасного прем'єра Юзефа Циранкевича щодо обмежень на виділення паперу на друг книжок та журналів, а також загострення цензури в пресі.
1965 року отримав науковий ступінь доктора.
1968 року підтримав звернення до ректора Варшавського університету на підтримку виключених студентів Адама Міхніка та Генрика Шлайфера.
1975 року був одним з ініціаторів Листа 59 — протесту інтелектуалів проти змін конституції ПНР.
1980 року вступив до «Солідарності».
В листопаді 1987 року став на чолі відродженої Польської соціалістичної партії

## Вибрані публікації
- Twórczość Jana Kasprowicza, Państwowy Instytut Wydawniczy, Warszawa 1967;
- Warszawscy «pustelnicy» i «bywalscy», Państwowy Instytut Wydawniczy, Warszawa 1973
- Dwie ojczyzny — dwa patriotyzmy. Uwagi o megalomanii narodowej i ksenofobii Polaków; вперше опубліковано у журналі «Kultura» від 1981 року, номер 10/409,
- Dwie ojczyzny i inne szkice, Wydawnictwo Myśl, Warszawa 1985
- Antysemityzm ONR Falangi, Wydawnictwo Myśl, Warszawa 1985;
- Totalizm i demokracja w oczach ONR Falangi, Wydawnictwo Most, Warszawa 1987;
- Szkice o poezji, Instytut Literacki, Paryż 1987;
- Tunika Nessosa. Szkice o literaturze i nacjonalizmie, PEN, Warszawa 1992;
- Katolickie Państwo Narodu Polskiego, Aneks, Londyn 1994;
- Powiedzieć sobie wszystko… Eseje o sąsiedztwie polsko-niemieckim (wydanie dwujęzyczne), Wydawnictwo Polsko-Niemieckie, Warszawa 1996;
- Słowa i myśli (t. 1: Szkice o poezji, t. 2: Szkice wybrane), Biblioteka Więzi, Warszawa 2009;
- Dzienniki 1954–1957, Biblioteka Więzi, Warszawa 2010